# 内淋巴
内淋巴（endolymph）是充满于内耳膜迷路中的淋巴，其流动能刺激毛细胞产生冲动。内淋巴成分似细胞内液，由蜗管外侧壁的血管纹（stria vascularis）分泌产生。
内淋巴与外淋巴相对应，但不直接接触。内淋巴中的主要阳离子为钾离子，钠离子和钾离子的浓度分别为0.91mM、154mM。内淋巴液又称“斯卡帕液”（Scarpa's fluid），以纪念意大利解剖学家安东尼奥·斯卡帕。

## 结构
内耳的核心部分为骨迷路，由耳蜗和前庭系统组成。骨迷路内有膜迷路，膜迷路中含有内淋巴；而外淋巴包裹膜迷路，介于骨迷路与膜迷路之间，起保护作用。

## 成分及功能
外淋巴和内淋巴液中特有的离子成分可调节听觉毛细胞的电化学冲动。内淋巴液比周围的液体电势要高，其中比外淋巴液的电势高出80-90毫伏，这是因为内淋巴液含有更高浓度的钾离子而外淋巴液含有更高浓度的钠离子，这被称为耳蜗内电位。
内淋巴高浓度的钾离子由耳蜗血管纹分泌，可以形成毛细胞中的去极化电流，这被称为“机电转导（mechano-electric transduction）”电流。内淋巴中的高电势使得钾离子可以在“毛束”机械刺激过程中进入毛细胞中。
- 听觉：在耳蜗管道中的内淋巴的波动，可刺激听觉感受器，后者将此振动转化为神经冲动（通过耳蜗神经）传向大脑。
- 平衡觉：在半规管管道中的内淋巴的转动变速，可刺激平衡觉感受器，后者可将此信号（通过前庭神经）传向大脑。

## 临床
对内淋巴液的不规则扰动可导致晕动病，譬如持续转圈或在崎岖路上行车。
此外，有研究认为梅尼埃病是内耳的内淋巴、外淋巴单向流动受阻造成。